# Ferrocarril Andino

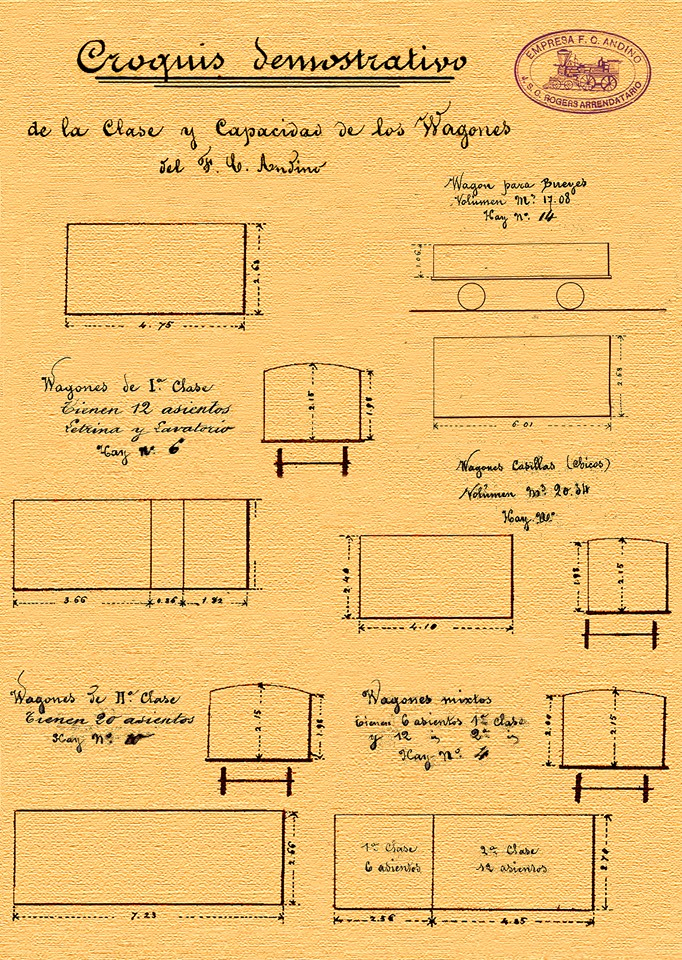
Croquis demostrativo de la clase y capacidad de los vagones del Ferrocarril Andino

El Ferrocarril Andino (FCA) fue una compañía estatal en Argentina que construyó y operó una red de ferrocarriles que conectaba Villa María en la Provincia de Córdoba con las ciudades de Mendoza y San Juan.
Fue el primer ferrocarril del Estado Nacional argentino, y fue fundado el 15 de noviembre de 1867, siendo por entonces Bartolomé Mitre presidente de la Nación Argentina. Fue vendida posteriormente a varias compañías de capitales británicos.

## Origen
La aspiración a que las vías ferroviarias llegaran hasta la cordillera de los Andes y unieran un día los dos océanos se había manifestado desde los primeros proyectos de la Confederación, con la concesión del Ferrocarril Central Argentino, y más tarde cuando se trató de convertir al Ferrocarril Oeste de Buenos Aires en Ferrocarril Transandino. La necesidad de comunicarse con Cuyo seguía imponiéndose al pensamiento de los gobernantes, lo que llevó a la creación del "Ferrocarril Andino".
Este, el primer ferrocarril de propiedad nacional, tuvo su origen antes de que se terminarse la construcción del Central Argentino hasta Córdoba, cuando a partir del decreto del 15 de noviembre de 1867, se dispuso a practicar estudios sobre la posibilidad de una línea que uniera a aquel ferrocarril con algún punto situado entre Villa María y Villa Nueva, desde donde se extendería al sudoeste, con Río Cuarto como destino inmediato. 
La prolongación a Mendoza estaba prevista desde la ley de 14 de octubre de 1868, en que se afectaba al estudio de nuevas líneas ferroviarias el dinero obtenido producto de los impuestos adicionales a la importación y exportación. A principio de 1870 se firmó un contrato con el señor Juan Simmons, de Londres, quien se comprometía a entregar la línea terminada en 37 meses, a un precio de 26.188 pesos fuertes la milla, los trabajos preliminares comenzaron el 25 de noviembre de ese mismo año.
Concluidas las obras en dicho plazo, el 24 de octubre de 1873, se inauguró el ferrocarril de Villa María a Río Cuarto, con un total de 132 km, y ese mismo día empezaron los trabajos para extenderlo hasta Villa Mercedes, en San Luis. Esta nueva sección se inauguró el 4 de octubre de 1875, y el presidente Nicolás Avellaneda solemnizó la ceremonia con su presencia.
El gobierno había incorporado de tal modo a la red nacional 254 km de vía, que atravesaban regiones poco tentadoras para el capital privado y contribuían al designio fundamental de robustecer la unión de las provincias. Pero el plan oficial no consistía en la administración directa de las obras, para la que el Estado dudaba de su capacidad, en medio de las múltiples atenciones que lo absorbían en aquellos años difíciles.
De acuerdo con ese criterio, contrato la explotación de la línea, por cuatro años, con uno de sus constructores, el señor J. E. C. Rogers, a quien se impusieron diversas condiciones, entre ellas la de que la mitad de sus empleados fueran argentinos. El 20% de las entradas brutas durante los tres primeros años y el 25% durante el último, serían para el fisco nacional; proporción que aumentaría en un 5% si ellas excedían de 47 pesos fuertes por mes y kilómetro.
El 13 de diciembre de 1879, se resolvió que el Consejo de Obras Públicas de la Nación recibiera el ferrocarril, y desde el 1 de enero de 1880 su administración quedó a cargo del Estado. El rendimiento del capital invertido era muy bajo; pero los servicios prestados por la línea beneficiaron extraordinariamente a las provincias de Cuyo, a pesar de que debían llevar sus productos hasta Villa Mercedes en tropas de carros.
En 1884, había 55 locomotoras de vapor, 77 coches de pasajeros y 596 vagones de carga.

## Desarrollo
Los detalles de la construcción se encuentran en la siguiente tabla. 
| Sección                     | Longitud en km | Fecha de apertura |
| --------------------------- | -------------- | ----------------- |
| Villa María – Río Cuarto    |                | 24/10/1873        |
| Río Cuarto – Villa Mercedes |                | 04/10/1875        |
| Villa Mercedes – Fraga      |                | 01/08/1881        |
| Fraga – Chorrillos          |                | 29/04/1882        |
| Chorrillos – San Luis       |                | 08/07/1882        |
| San Luis – La Paz           |                | 11/08/1883        |
| La Paz – Maipú              |                | 09/10/1884        |
| Maipú – Mendoza             |                | 25/04/1885        |
| Mendoza – Mendoza           |                | 06/05/1885        |

### Adquisición del Ferrocarril Noroeste Argentino a La Rioja
La Ley 2186 del 15 de octubre de 1887 autoriza la construcción de un ferrocarril desde Villa Mercedes, en la Provincia de San Luis a La Rioja. Esta línea se construye hasta La Toma del ex Ferrocarril Noroeste a La Rioja y se habilita el 29 de noviembre de 1890. Sin embargo esta empresa con continúa su expansión y en 1886 es adquirido por el Ferrocarril Andino. Recién en 1905 se habilitó una extensión hasta Villa Dolores, en la Provincia de Córdoba, totalizando 226 km para todo el ramal.

## Venta del ferrocarril a otras compañías
Los costos de construcción y las tarifas del Ferrocarril Andino eran las más bajas del país en esa época, y cuando comenzó a tener ganancias, la red de ferrocarriles fue vendida a diferentes compañías británicas como se detalla a continuación.
| Sección                        | Longitud en km | Fecha de venta | Comprador                            |
| ------------------------------ | -------------- | -------------- | ------------------------------------ |
| Villa Mercedes – Mendoza       |                | 1887           | Ferrocarril Gran Oeste Argentino     |
| Mendoza – San Juan             |                | 1887           | Ferrocarril Gran Oeste Argentino     |
| Villa Mercedes - Villa Dolores | 226            | 1909           | Ferrocarril Buenos Aires al Pacífico |
| Río Cuarto - Villa Mercedes    | 120            | 1909           | Ferrocarril Buenos Aires al Pacífico |
| Villa María - Río Cuarto       |                | 1909           | Ferrocarril Central Argentino        |